# Bauínia-blaqueana

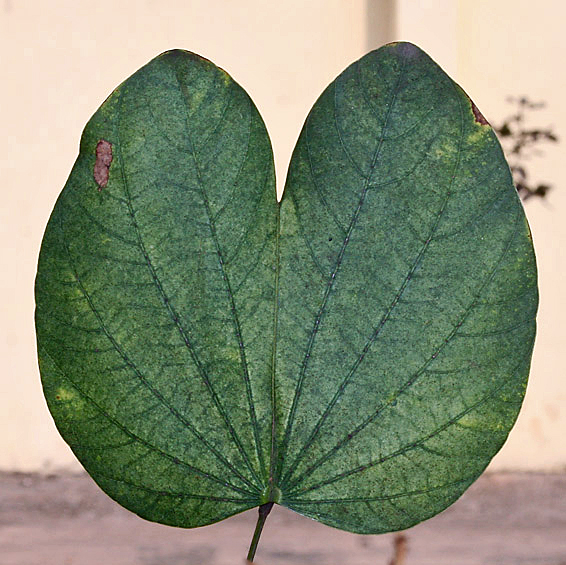
Folha de Bauhinia blakeana

Bauhinia blakeana ou unha-de-vaca (Bauhinia blakeana; Fabaceae - Caesalpinioideae) é um híbrido gerado através das espécies B. variegata e B. purpurea. Esta espécie se assemelha com a B. variegata, também com 5 estames, porém não produz frutos, portanto estéril. Uma pesquisa de 2008 foi capaz de identificar o genitor feminino como Bauhinia purpurea.

## Características
- Características das folhas (tamanho; persistência): média
- Flores: 5 estames estéreis
- Copa (formato; diâmetro): arredondada; 4 a 6
- Clima:tropical
- Crescimento: rápido
- Floração (coloração; época): rosa; maio a julho
- Frutificação (tipo do fruto; época da frutificação): vagem
- Origem: Hong Kong
- Porte (altura da planta): 6 m
- Propagação: estaquia, alporquia e enxertia

## Uso como símbolo de Hong Kong

Bandeira de Hong Kong

A Bauhinia blakeana foi escolhida como emblema nacional de Hong Kong pelo Urban Council em 1965. Desde 1997 que a flor surge estilizada no brasão de armas de Hong Kong, e nas suas moedas.
Ocorrem em hong-kong e se espalhou em varios locais do mundo.